# Adón Olam
Adón Olam (en hebreo: אדון עולם) (en español: "Amo del Mundo") es un himno religioso que expresa la eternidad y la unicidad de Dios, así como la fe humana en su providencia. El autor del himno es desconocido, su autoría ha sido atribuida a Shlomo ibn Gabirol, pero el texto es probablemente mucho más antiguo y podría remontarse a los tiempos de los sabios Gueonim de Babilonia.

## Texto
Se presenta a continuación el texto original hebreo
1. אֲדוֹן עוֹלָם אֲשֶׁר מָלַךְ
2. בְּטֶרֶם כָּל יְצִיר נִבְרָא
3. לְעֵת נַעֲשָׂה בְחֶפְצוֹ כֹּל
4. אֲזַי מֶלֶךְ שְׁמוֹ נִקְרָא
5. וְאַחֲרֵי כִּכְלוֹת הַכֹּל
6. לְבַדּוֹ יִמְלוֹךְ נוֹרָא
7. וְהוּא הָיָה, וְהוּא הֹוֶה
8. וְהוּא יִהְיֶה, בְּתִפְאָרָה
9. וְהוּא אֶחָד וְאֵין שֵׁנִי
10. לְהַמְשִׁיל לוֹ לְהַחְבִּירָה
11. בְּלִי רֵאשִׁית בְּלִי תַכְלִית
12. וְלוֹ הָעֹז וְהַמִּשְׂרָה
13. וְהוּא אֵלִי וְחַי גֹּאֲלִי
14. וְצוּר חֶבְלִי בְּעֵת צָרָה
15. וְהוּא נִסִּי וּמָנוֹס לִי
16. מְנָת כּוֹסִי בְּיוֹם אֶקְרָא
17. בְּיָדוֹ אַפְקִיד רוּחִי
18. בְּעֵת אִישַׁן וְאָעִירָה
19. וְעִם רוּחִי גְּוִיָּתִי
20. אֲדֹנָי לִי וְלֹא אִירָא

La transliteración del texto hebreo es la siguiente:
1. Adon olam asher malach,
2. B’terem kol y’tzir nivra.
3. L’eit naasah v’cheftzo kol,
4. Azai Melech shimo nikra
5. V’acharei kichlot hakol,
6. L’vado yimloch nora.
7. V’hu hayah, v’hu hoveh,
8. V’hu yih’yeh, b’tifarah.
9. V’hu echad v’ein sheini,
10. I’hamshil lo l’hachbirah.
11. B’li reishit b’li tachlit,
12. V’lo haoz v’hamisrah.
13. V’hu Eli v’chai go-ali,
14. V’tzur chevli b’eit tzarah.
15. V’hu nisi umanos li
16. M’nat losi b’yom ekra.
17. B’yado afkid ruchi,
18. B’eit ishan v’a-irah.
19. V’im ruchi g’viyati,
20. Adonai li v’lo ira.

Una traducción al castellano es la presentada a continuación:
Amo del Mundo que reinaba aun antes de que ninguna forma (creación) fuera creada (por Él). En el (mismo) momento en que todo fue hecho por Su voluntad, (de inmediato) Su Nombre fue proclamado como Rey. Y tras el fin de todo (este mundo no sea más), solo Él reinará (aún) imponentemente. Y es Él quien fue, y Él quien es, y Él quien será, (como siempre) en esplendor. Y Él es único, y no hay nadie más a quien compararle como un igual (para asociarse con Él). (Él es) sin principio (y) sin fin, y de Él es (Le pertenece) el poder y la supremacía. Y Él es mi Dios, y mi Redentor viviente, y mi Roca (contra) la desgracia en las tribulaciones. Y Él es mi pendón (milagro) y (también) mi refugio, (Él es) la parte de mi copa (mi destino) el día en que (Le) llamo. En Su mano deposito (encomiendo) mi espíritu cuando voy a dormir, y (de nuevo) cuando me despierto; y (junto) con mi espíritu, mi cuerpo también, Hashem está conmigo y no temeré.

## Historia
La oración fue publicada en el siglo XIV y su popularidad se expandió a lo largo del tiempo hasta llegar a casi todas las comunidades de la Diáspora judía. A menudo es cantada al final del servicio de Shabat, y a veces al final de la oración Kol Nidré. El texto de Adon Olam se hizo popular en todo el Mundo y fue traducido al inglés por el judío Israel Zangwill. La oración es cantada principalmente por toda la congregación, en la tradición asquenazí, es cantada solemnemente por el jazán en las ocasiones especiales y festivas. El compositor italiano Salomone Rossi publicó en 1623 una versión de esta canción.